# Islamische Universität Say

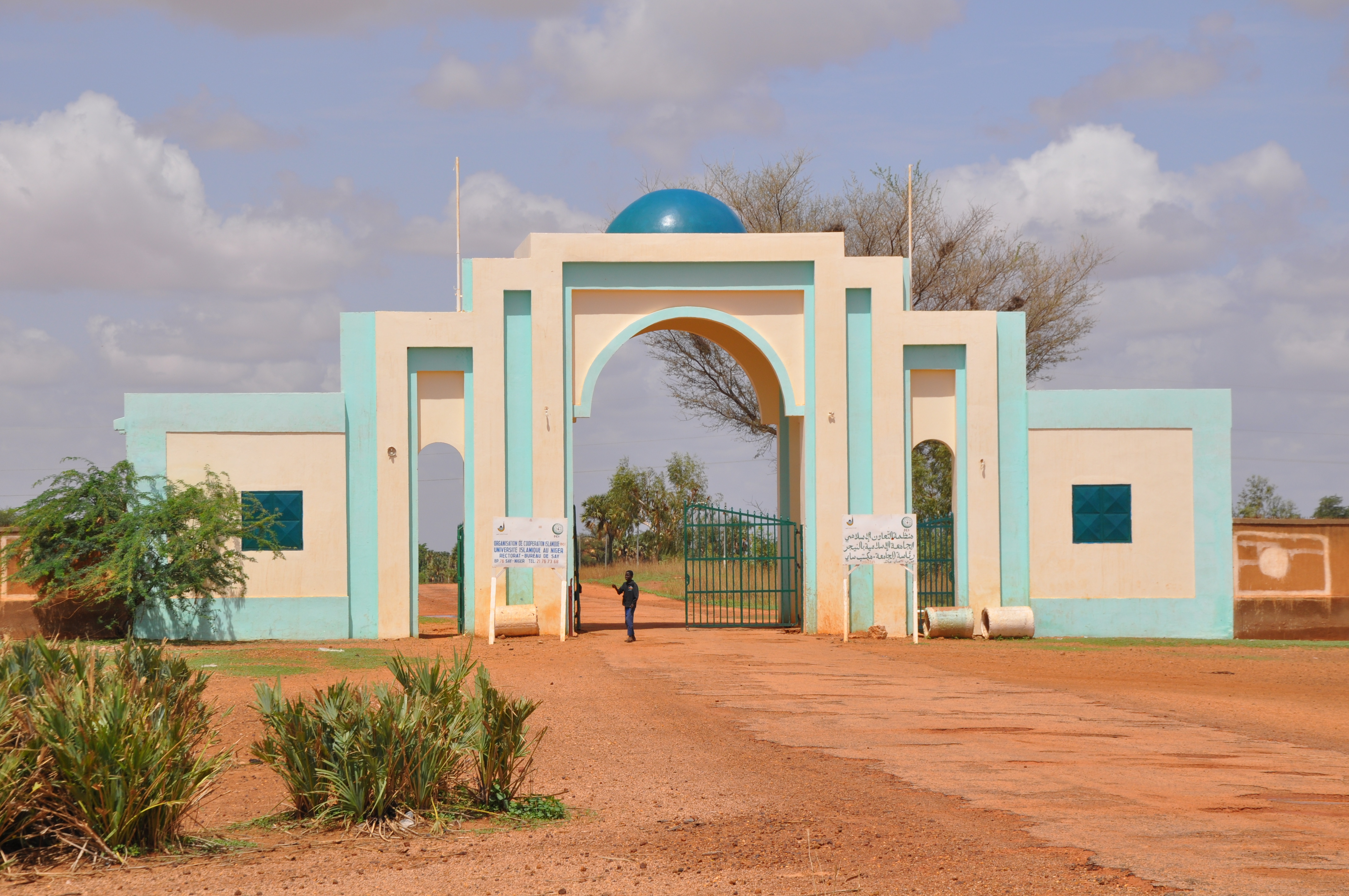
Portal der Islamischen Universität Say (2018)

Die Islamische Universität Say (französisch Université Islamique de Say) ist eine Universität der Organisation für Islamische Zusammenarbeit mit Sitz in der Stadt Say in Niger.

## Geschichte
Die Stadt Say war bereits im 19. Jahrhundert das bedeutendste Zentrum für islamische Studien im westnigrischen Raum. Es war infolge des Dschihad der Fulbe unter Usman dan Fodio entstanden. Im Jahr 1959 errichtete die damals französische Verwaltung hier die erste Madrasa Nigers. Die Organisation für Islamische Zusammenarbeit (OIZ) bekundete bei ihrem Treffen 1974 in Lahore ihre Absicht zur Errichtung einer islamischen Universität in Say. Es sollten in ärmeren Regionen der islamischen Welt moderne höhere Bildungseinrichtungen mit religiösen Inhalten geschaffen werden. Der definitive Beschluss dazu wurde 1984 beim OIC-Treffen in Sanaa getroffen. Die Finanzierung übernahm in weiterer Folge vor allem Saudi-Arabien. Die Islamische Universität Say wurde offiziell am 15. Oktober 1986 gegründet und am 15. Januar 1987 eröffnet.
Die Anzahl der Studierenden, zu 70 Prozent Ausländer, stieg von 2013 bis 2019 stetig an:
- 1400 Studierende im Studienjahr 2013/2014,
- 1900 Studierende im Studienjahr 2015/2016,[4]
- 2225 Studierende (davon 506 weiblich) im Studienjahr 2016/2017,
- 2552 Studierende (davon 514 weiblich) im Studienjahr 2017/2018 und
- 3156 Studierende (davon 785 weiblich) Studienjahr 2018/2019.[5]

Am 29. März 2021 wurde die Universität um den in der Hauptstadt Niamey gelegenen König-Abdullah-Campus für weibliche Studierende erweitert. Der Campus ist nach König Abdullah ibn Abd al-Aziz von Saudi-Arabien benannt. Der 70 Millionen US-Dollar teure Bau war von der Islamischen Entwicklungsbank finanziert worden.

## Campus
Das Universitätsgelände in Say bildet ein eigenes Stadtviertel (quartier) nordöstlich des Stadtzentrums. Bei der Volkszählung 2012 lebten hier 219 Einwohner in 25 Haushalten. Der König-Abdullah-Campus in Niamey befindet sich im Stadtviertel Tchangarey und umfasst 35 Gebäude auf einer Fläche von 11,7 Hektar.

## Abteilungen
- Campus in Say
  - Fakultät für Scharia/Recht
  - Fakultät für Arabistik und Humanwissenschaften
  - Fakultät für Wirtschaft und Verwaltungswissenschaft
  - Fakultät für Naturwissenschaften und Technik
  - Fakultät für den dritten Zyklus
  - Fakultät für Agronomie
  - Höheres Institut für pädagogische Ausbildung und Weiterbildung[5]
- Campus in Niamey
  - Fakultät für Informatik
  - Fakultät für Medizin
  - Fakultät für Islamwissenschaft
  - Fakultät für Sprachen
  - Fakultät für technische Wissenschaften[6]

## Netzwerke
Die Islamische Universität Say ist Mitglied der Vereinigung der Universitäten der islamischen Welt (FUIW).